# 日本3B体操協会
公益社団法人日本3B体操協会（にほんサンビーたいそうきょうかい）は、3つのBであるボール、ベル、ベルターを使用する健康体操を通じて、レクリエーション利用等を促進するために活動する公益法人。公益財団法人日本レクリエーション協会に加盟している。

## 事業内容
運動嫌いの人にも楽しく続けられるようレクリエーション的要素を多く取り入た3B体操を通して、”心とからだを動かす”ことに工夫をこらしている。
 
具体的には、地域の公民館、集会所、コミュニティーセンター等での自主教室、行政主催の講座、講習会、さらに企業、福祉関係の講習を行っている。また、各種つどい、大会の主催、全国レクリエーション大会での部会参加、地方行政主催の事業への参加を行っている 。

## 指導者制度
3B体操指導者の資格取得検定を行っている。3B体操指導者は全国に約2,700名おり、全国各地で3B体操を実施指導する者をいう。3B体操の指導者になるための検定は、次のように受験資格が定められている。
- 最寄りの3B体操教室で1年以上の受講期間があること
- 指導者からの推薦を受けていること